# El Refugio (El Salvador)
El Refugio ("O Refúgio") é um município do departamento de Ahuachapán, em El Salvador. Sua população estimada em 2014 era de 8 151 habitantes.[carece de fontes?]

## Cantões
Está dividido em três cantões:
Comapa, El Rosario e San Antonio.

## Transporte
O município de El Refugio é servido pela seguinte rodovia:
- AHU-28  que liga a cidade ao município de San Lorenzo
- AHU-31  que liga a cidade ao município de Chalchuapa (Departamento de Santa Ana)
- RN-13, que liga o município de Ahuachapán (Departamento de Ahuachapán) à cidade de Santa Ana (Departamento de Santa Ana)[1]